# Chiesa di San Pietro in Vincoli (Castagnole delle Lanze)
La chiesa di San Pietro in Vincoli è un edificio cattolico di culto di Castagnole delle Lanze; è una costruzione di stile barocco ligure-piemontese iniziata nel 1681, consacrata nel 1701.
L'interno a navata unica con alcuni altari laterali conserva l'altare maggiore con presbiterio e balaustra in marmo voluto dal Conte Carlo Giacinto Alfieri, alcuni affreschi ed una decorazione in stucco ed oro. L'attuale facciata risale agli inizi del 1900.